# بازیابی اطلاعات دشمن‌گونه
بازیابی اطلاعات دشمن‌گونه (باد) یک موضوع در بازیابی اطلاعات است که مربوط به استراتژی کار با بن‌مایه داده‌هایی که بخشی از آن‌ها با مهارت دست‌کاری و تخریب شده است. وظایف این موضوع شامل جمع‌آوری، نمایه‌سازی، تصفیه کردن، بازیابی و رتبه‌بندی اطلاعات از چنین بن‌مایه‌هایی است. باد (بازیابی اطلاعات دشمن‌گونه) شامل یادگیری روش‌های تشخیص، عایق‌دار کردن و شکست دادن چنین دست‌کاری‌هایی است.
در دنیای وب، شکل غالب چنین دست‌کاری هرزآگهی است، که بیش‌تر برای دست‌یابی مالی انجام می‌شود که شامل به‌کارگیری فن‌های گوناگونی برای اختلال در موتور جست‌وجوی وب هست. نمونه‌های از هرزآگهی بمب‌باران گوگلی، هرزنظر، هرزبلاگ و برچسب‌زنی تخریبی است. مهندسی‌معکوسِ الگوریتم‌رتبه‌بندی، کلاه‌برداری کلیکی و نرم‌افزار کنترل‌محتوا هم ممکن است به عنوان نوعی از بازیابی اطلاعات دشمن‌گونه شناخته شود.

## سر فصل‌ها
سرفصل‌های مربوط به هرزآگهی:
- پیوندهرز
- کلمه‌کلیدی‌هرز
- پوشش‌دهی
- برچسب‌زنی‌تخریبی
- هرزنگاری مربوط به بلاگ‌ها، که شامل هرزنظر، هرزبلاگ و پینگ‌هرز است.

دیگر سرفصل‌ها:
- تشخیص کلاه‌برداری‌کلیکی
- مهندسی‌معکوسِ موتورهای جست‌وجوی الگوریتم‌های رتبه‌بندی
- نرم‌افزار کنترل محتوا
- انسداد تبلیفات
- خزنده مخفی
- ترول (اینترنتی)
- برچسب‌گذاری‌تخریبی یا رای‌دادن در شبکه‌های اجتماعی
- اختروفینگ
- زاپاس

## تاریخچه
عبارت «بازیابی اطلاعات دشمن‌گونه» نخستین‌بار توسط آندری بردر (دانشمند ارشد در آلتا ویستا) در جریان جلسه عمومی وب در کنفرانس بازیابی متن مطرح شد.

## هم‌چنین مشاهده کنید
- تشخیص محتوای هوش‌مصنوعی
- بازیابی اطلاعات
- هرزآگهی

## بن‌مایه‌ها
1. جانسن ب. ج (۲۰۰۷) کلاه‌برداری‌کلیکی.
2. ب. دیویسان، م. ناجرک. گفت‌گوی (۲۰۰۶) گزارش‌کار سیگیر: بازیابی اطلاعات دشمن‌گونه در وب (ایروب ۲۰۰۶).
3. د. هاوکینگ و ن. کرسول، بازیابی در بزرگی بسیار زیاد و جست‌وجوی وب (نسخه پیش چاپ) بایگانی شده در ماشین زمان.

## پیوندها به بیرون
- ایروب: سری بازیابی اطلاعات های دشمن‌گونه در وب.
- چالش هرزنگاری در وب: رقابت برای پژوهش‌گران برای تشخصی هرز‌نگاری در وب.
- مجموعه داده‌های هرزنگاری در وب: مجوعه داده‌ها برای تشخیص هرزنگاری در وب.

1. ↑  «جانسن ب. ج (۲۰۰۷) کلاه‌برداری‌کلیکی» (PDF).
2. ↑  «ب. دیویسان، م. ناجرک. گفت‌گوی (۲۰۰۶) گزارش‌کار سیگیر: بازیابی اطلاعات دشمن‌گونه در وب (ایروب ۲۰۰۶)» (PDF). بایگانی‌شده از اصلی (PDF) در ۲۰ مارس ۲۰۰۹. دریافت‌شده در ۲۰ دسامبر ۲۰۲۴.
3. ↑  «د. هاوکینگ و ن. کرسول، بازیابی در بزرگی بسیار زیاد و جست‌وجوی وب (نسخه پیش چاپ) بایگانی شده در ماشین زمان» (PDF). بایگانی‌شده از اصلی (PDF) در ۲۹ اوت ۲۰۰۷. دریافت‌شده در ۲۰ دسامبر ۲۰۲۴.